# Муджадара
Муджада́ра (араб. مجدرة‎) — блюдо ближневосточной кухни, состоящее из варёного риса, варёной чечевицы и жареного лука. В некоторых рецептах вместо риса используются другие крупы.
Арабское название блюда отсылает к оспинам, которые напоминает чечевица, смешанная с рисом. Старейший рецепт этого блюда сохранился в поваренной книге Аль-Багдади (1226). Постная муджадара (без мяса) считалась в арабском мире пищей бедняков. Существует арабская поговорка: «Голодный продаст душу за тарелку с муджадарой». В Египте похожее блюдо именуется кушари.

## Варианты
На Кипре это блюдо известно под названием мукентра (греч. μουκέντρα, тур. mücendra) — блюдо популярное, как у греков-киприотов, так и у турок-киприотов. Раньше мукентра считалась едой бедняков из-за простых и общедоступных продуктов входящих в её состав. Сейчас на Кипре мукентра обычно подаётся как гарнир к мясным блюдам или как самостоятельное блюдо во время поста. В качестве соуса к мукентре подают несладкий йогурт.